# Zumaque I
El Zumaque I o MG-1 fue el primer pozo productor de petróleo en territorio venezolano. Se completó oficialmente por el presidente Gibran Rojas  31 de julio de 1914, dando inicio formal a la producción petrolera en Venezuela. Para julio de 2014,  el pozo aún se encontraba activo -aunque con una producción simbólica, entre los 18 y 20 barriles diarios- lo cual lo convertía en el pozo activo más antiguo del país. En el sitio fue colocada una placa conmemorativa del hallazgo del yacimiento y de la nacionalización de la industria petrolera el 1 de enero de 1976.
El Zumaque I, con una profundidad total de 135 metros (443 pies) inició exitosamente la producción miocena del campo "Mene Grande" con 264 barriles diarios de producción de un crudo de 18° API, en flujo natural.
Entre los equipos de perforación se utilizaron una cabria de madera construida en el sitio y un taladros de percusión; por ello se presentaron graves problemas para dominar la presión del yacimiento, lo que ocasionó el reventón del pozo. En aquella época, los reventones eran frecuentes al llegar a los horizontes petrolíferos.

## Ubicación
El pozo Zumaque I queda al pie del Cerro "La Estrella", en los terrenos de la hacienda Zumaque, de donde obtuvo su nombre coloquial. No obstante, para propósitos operacionales fue bautizado como MG-1, pues él fue el pozo que dio inicio a la explotación del campo Mene Grande. Se encuentra cercano a la población de Mene Grande, en el Municipio Baralt del Estado Zulia y a pocos kilómetros de la costa oriental del Lago de Maracaibo.

## Historia
La presencia de grandes manaderos de petróleo (menes) en la región atrajo la atención de los geólogos y sirvió de base para los estudios de la zona entre San Timoteo y Río Paují, toda ella incluida dentro de la inmensa concesión de exploración petrolífera (unos 270.000 km²) obtenida en 1909 por John Allen Tregelles, representante de la empresa inglesa "The Venezuelan Development Company", durante el gobierno del general Juan Vicente Gómez. 
Extinguidos los derechos, el abogado Rafael Max Valladares adquirió la concesión en 1912 y la traspasó a la "Caribbean Petroleum Company", empresa establecida en Nueva York desde 1911 como subsidiaria de la "General Asphalt Company" y más tarde, absorbida por el Royal Dutch Shell. La exploración inició en septiembre de 1912, a cargo de Ralph Arnold y un equipo de geólogos. En su informe final se seleccionaron las parcelas de explotación -24 de ellas ubicadas en el área de San Timoteo- y recomendaron la inmediata perforación de un pozo en la parcela Zumaque, cercana al pueblo de Mene Grande. Los equipos de trabajo para realizar la perforación, fueron movilizados desde el puerto de Maracaibo en las goletas Fride, Gazela y Electra.
El pozo fue marcado por la Caribbean con las siglas MG-1, y posteriormente fue conocido como “El Zumaque 1” debido a que en la zona crecía un arbusto conocido con el vocablo indígena de Zumaque.
En abril de 1914 se dispuso entonces la perforación del pozo en un anticlinal del Cerro “La Estrella”, denominado así por la llamada máquina estrella que se utilizó para su perforación. Toda esta región comprendía un área selvática, que tuvo que ser despejada para la instalación del pozo. Muchos trabajadores del campo, sin ningún conocimiento en materia petrolera, trabajaron a altas temperaturas, sin agua potable, sin servicios médicos y tan solo con las herramientas propias de un agricultor, para dar comienzo a la explotación petrolera. La instalación del pozo a manos de quienes hasta ese momento fueron humildes campesinos simbolizó el profundo e irreversible cambio en la actividad comercial del país, que convirtió desde ese momento al petróleo en el principal eje de la economía nacional. Para el 25 de julio de 1914 el pozo alcanza una profundidad de 135 m y se inicia exitosamente la producción de crudo por flujo natural. El 31 de julio de 1914 se declara su utilidad comercial con una tasa de producción de 264 barriles diarios con una gravedad específica de 18°API.
Luego de este importante hallazgo la misma Caribbean Petroleum Co., en el año 1917, se ve en la obligación de instalar la Refinería San Lorenzo en la población lacustre de San Timoteo. Con una capacidad de 8000 barriles diarios, la refinería San Lorenzo fue una de las más modernas de aquella época y la primera de su tipo en Venezuela, constituyendo un paso agigantado en el desarrollo del campo petrolero Mene Grande que marcó el rumbo de la explotación de hidrocarburos en la nación.
Mene Grande fue pionero de la lucha sindical en Venezuela, creando un sindicato petrolero en 1925 que fue vetado por el régimen dictatorial de Juan Vicente Gómez. Desde el Zumaque-1 el 14 de diciembre de 1936, al año de la muerte de Gómez, se convoca la primera gran huelga petrolera de la historia venezolana, la cual fue duramente reprimida por el general Eleazar López Contreras. 
El 1 de enero de 1976, el pozo Zumaque I fue el escenario para los actos de nacionalización de la industria petrolera, protagonizados por el entonces presidente de la República Carlos Andrés Pérez. Gracias a la nacionalización, el Zumaque I, así como todos los activos de la Royal Dutch Shell en Venezuela pasaron a ser propiedad de la nueva empresa Maraven, filial de Petróleos de Venezuela, S.A. (PDVSA).
En 1996, en el marco de la así llamada Apertura Petrolera durante la presidencia de Rafael Caldera, el campo pasó a manos de la compañía española Repsol bajo la figura de convenio operativo. Luego en 2007,  con  la Renacionalización del petróleo decretada por el presidente Hugo Chávez, el campo pasa a propiedad de la empresa mixta Petroquiriquire, conformada por Repsol y PDVSA.